# رشيدة اليعقوبي
رشيدة اليعقوبي كاتبة مغربية تكتب باللغة الفرنسية. تهتم كتابات اليعقوبي بالعلاقة بين المرأة و الرجل. من أشهر كتبها كتاب «حياتي صرختي» الذي يحكي عن ظروف حياة امرأة مطلقة في المغرب. تعتبر رشيدة اليعقوبي أول كاتية مغربية تتطرق لقضية المرأة في المغرب بعد أن كان ذلك حكرا إما على الكتاب الرجال أو الباحثين.